# Krzyż Byłych Więźniów Ideowych 1870–1919
Krzyż Byłych Więźniów Ideowych 1870–1919 – odznaka honorowa nadawana w okresie 1936–1939, ustanowiona przez Zarząd Główny Związku Byłych Więźniów Ideowych i przyznawana więzionym przez zaborców w latach 1870–1919 za przekonania polityczne i działania na rzecz odzyskania niepodległości Polski. Łącznie przyznano 700 krzyży, w tym pierwszy pośmiertnie nadano Józefowi Piłsudskiemu.
Krzyż zwany był również Krzyż „Bohaterom Ducha”, ze względu na napis na jego ramionach.
Zarząd główny tej organizacji mieścił się we Lwowie.
ZBWI nadawał również Odznakę Pamiątkową Byłych Więźniów Ideowych z lat 1914-1921.

## Wygląd
Odznaka, zaprojektowana przez prezesa ZBWI Jana Durkalewicza, była srebrnym krzyżem typu kawalerskiego zakończonym – podobnie jak Order Virtuti Militari – na rogach ramion kulkami. Na poziomych ramionach umieszczono daty „1870” i „1919”, a na pionowych – słowa „BOHATEROM” i „DUCHA”. Ramiona na awersie pokryte były niebieską emalią ze złoconym obramowaniem. Na środku krzyża znajdowała się okrągła tarcza z umieszczonym na niej białym orłem, otoczonym srebrnym wieńcem laurowym. Krzyż miał rozmiar 44 × 44 mm.
Wstążka odznaki była czarna, z czerwonymi paskami wzdłuż brzegów.